# Libythea albonervulata
Libythea albonervulata är en fjärilsart som beskrevs av Ruggero Verity 1950. Libythea albonervulata ingår i släktet Libythea och familjen praktfjärilar. Inga underarter finns listade i Catalogue of Life.